# Kick and Rush
Der Begriff Kick and Rush (englisch, etwa „schießen und stürmen“) stammt aus dem Fußball. Er bezeichnet eine Spielweise, bei der der Ball aus der eigenen Verteidigung hoch und weit in die gegnerische Hälfte geschlagen wird, um einen schnellen Abschluss zu erreichen. Der Vorteil ist, dass dabei kein langwieriges Aufbauspiel nötig ist und das Mittelfeld überbrückt wird. Der Nachteil ist das für die Stürmer schwer kontrollierbare Anspiel, das zudem aufgrund der langen Flugzeit des Balls leicht von den gegnerischen Verteidigern abgewehrt werden kann und dann häufig den Ballverlust zur Folge hat. Lange Zeit galt Kick and Rush aufgrund dieses Risikos und der geringen Erfolgschance als ineffiziente Angriffstaktik und wurde normalerweise nur in Erwägung gezogen, wenn eine Mannschaft kurz vor Schluss im knappen Rückstand ist und wenig Zeit für den Ausgleich bleibt. Erst mit dem verstärkten Auftreten weit aufgerückter (Gegen-)Pressinglinien im modernen Fußball gewann diese Strategie wieder an Bedeutung.
Diese Spielart galt lange Zeit als ein wichtiger Bestandteil des Fußballs auf den Britischen Inseln. Der Begriff „Kick and Rush“ ist allerdings eine kontinentaleuropäische Schöpfung und in der englischsprachigen Welt wenig verbreitet. Dort bezeichnet man diese Spielweise schlicht als "Long Ball".
Während der Fußball-Weltmeisterschaft 2010 in Südafrika hat Franz Beckenbauer diese veraltete Spielweise der englischen Mannschaft im Auftaktspiel gegen die USA vorgeworfen, was die britische Presse erzürnt und gegen ihn aufgebracht hat.

## In der Moderne
In der Moderne wurde bei vielen sehr erfolgreichen Mannschaften ebenfalls versucht, dieses Element neben anderen Angriffsmustern in das eigene Spiel einzubinden. Paradebeispiele hierfür sind bzw. waren der FC Chelsea mit Didier Drogba, Borussia Dortmund mit Robert Lewandowski oder der FC Bayern München mit Mario Mandžukić. Selbst unter Trainern, die als Kurzpassliebhaber gelten, wie Pep Guardiola beim FC Barcelona, wurde mit der Verpflichtung von Zlatan Ibrahimović versucht, ein solches Element in das eigene Spiel zu integrieren und es dadurch variantenreicher zu machen.
In der Schlussphase von K.-o.-Spielen oder anderen Entscheidungsspielen (wie z. B. das letzte Spiel im Liga-Abstiegskampf eines Teams) greift oft das zurückliegende Team auf diese Taktik zurück, um ein Tor zu erzwingen (umgangssprachlich: die „Brechstange auspacken“). Ein Unterschied besteht allerdings darin, dass die ganze Mannschaft dafür aufrückt, um sich an der Offensive zu beteiligen und damit anfällig für Konter wird.